# Троица (городской округ Истра)
Троица — деревня в составе сельского поселения Ядроминское Истринского района Московской области. Население — 22 чел. (2010), зарегистрировано 4 садовых товарищества и 2 личных подсобных хозяйства.
Троица расположена в 14 км к западу от райцентра Истра и в 6 км от железнодорожной платформы Ядрошино Рижского направления, высота над уровнем моря 209 м.

## История
В XVI—XVIII веках Троица входила в состав Сурожского стана Московского уезда, в 1782—1796 годах — в Воскресенский уезд и затем в Новопетровскую волость Рузского уезда Московской губернии. При советской власти, с 1922 года деревня в составе нового Воскресенского уезда, с 3 июня 1929 года в составе Воскресенского района Московской области.

## Население
| 2002 | 2006 | 2010 |
| ---- | ---- | ---- |
| 1    | ↗2   | ↗22  |